# Moby Fantasy (Schiff, 2023)
Die Moby Fantasy ist ein Fährschiff der italienischen Reederei Moby Lines, das unter italienischer Flagge fährt.

## Geschichte
Die Fähre wurde von Moby Lines 2019 bei Guangzhou Shipyard zusammen mit ihrem Schwesterschiff Moby Legacy in Auftrag gegeben und wurde am 14. April 2023 an Moby Lines abgeliefert.
Das Schiff, das zu den größten Fährschiffen der Welt zählt, ist der erste Neubau der italienischen Reederei seit der Moby Aki 2005 und das erste Schiff der Reederei, das mit der LNG-Technologie fährt.
Moby Lines wird das Schiff auf der Route zwischen Livorno und Olbia einsetzen.

## Das Schiff
Das RoPax-Schiff hat 441 Kabinen an Bord. Zudem bietet die Moby Fantasy Schlafsessel für Passagiere ohne Kabine. An Bord des Schiffes gibt es außerdem zahlreiche Restaurants und Bars.